# Enzio Reuter
Enzio Rafael Reuter, (30. marts 1867 i Turku – 11. februar 1951 i Helsinki) var en finsk zoolog, broder til Odo Reuter.
Han blev student i 1885, licentiat i 1896 og i 1897 docent ved universitetet i Helsinki. Lige som sin broder interesserede han sig for entomologi og udgav dels en række mindre og større arbejder, især omhandlende sommerfugle, dels i 1896 "Die Palpen der Rhopaloceren", i hvilket han benytter palpernes bygning som grundlag for dagsværmernes systematik. Senere kom hans studier navnlig til at beskæftige sig med de for landbruget skadelige dyr: i 1900 udgav han således "Die Weissährigkeit der Wiesengräser", hvori det klarlægges, at en mide (Pediculopsis graminis) er skyld i den pågældende ødelæggelse. Året efter ansattes han som agrikultur-entomolog ved universitetet og som forstander for Statens Forsøgsvæsen. I den følgende tid udgav han blandt andet årlige beretninger over skadedyrene og endvidere i et par større arbejder gjorde han nøjere rede for den tidligere nævnte mide og navnlig for dens udvikling. I 1910 udnævntes han til professor ved universitetet i Helsinki.